# Августівська сільська рада (Біляївський район)
Августі́вська сільська́ ра́да — колишня адміністративно-територіальна одиниця та орган місцевого самоврядування в Біляївському районі Одеської області. Адміністративний центр — село Августівка.

## Загальні відомості
- Територія ради: 81,059 км²
- Населення ради: 5 003 особи (станом на 2001 рік)
- Водоймища на території, підпорядкованій даній раді: Хаджибейський лиман

## Населені пункти
Сільській раді були підпорядковані населені пункти:
- с. Августівка
- с. Латівка
- с-ще Набережне
- с. Протопопівка
- с. Черевичне

## Населення
Згідно з переписом 1989 року населення сільської ради становило 4309 осіб, з яких 2404 чоловіки та 1905 жінок.
За переписом населення 2001 року в сільській раді мешкало 4995 осіб.

### Мова
Розподіл населення за рідною мовою за даними перепису 2001 року:
| Мова       | Відсоток |
| ---------- | -------- |
| українська | 65,66 %  |
| російська  | 32,06 %  |
| вірменська | 0,62 %   |
| циганська  | 0,54 %   |
| білоруська | 0,42 %   |
| молдовська | 0,36 %   |
| гагаузька  | 0,1 %    |
| болгарська | 0,08 %   |
| румунська  | 0,02 %   |

## Склад ради
Рада складалася з 20 депутатів та голови.
- Голова ради: Ворник Світлан Олександрівна
- Секретар ради: Таран Олена Георгіївна

### Керівний склад попередніх скликань
| Прізвище, ім'я, по батькові   | Основні відомості                                                         | Дата обрання | Дата звільнення |
| ----------------------------- | ------------------------------------------------------------------------- | ------------ | --------------- |
| Мацкул Світлана Олександрівна | Сільський голова, 1955 року народження, член Партії регіонів              | 26.03.2006   | 31.10.2010      |
| Ворник Світлан Олександрівна  | Сільський голова, 1955 року народження, освіта вища, член Партії регіонів | 31.10.2010   | 25.10.2015      |

Примітка: таблиця складена за даними сайту Верховної Ради України

### Депутати
За результатами місцевих виборів 2010 року депутатами ради стали:

#### За суб'єктами висування
| Суб'єкт висування           | Кількість обраних депутатів | %  |
| --------------------------- | --------------------------- | -- |
| Партія регіонів             | 11                          | 55 |
| Самовисування               | 8                           | 40 |
| Комуністична партія України | 1                           | 5  |

#### За округами
| № округу                    | Прізвище, ім'я, по батькові      | Дата визнання обраним | Освіта             | Партійна приналежність | Відомості про обраного депутата                  |
| --------------------------- | -------------------------------- | --------------------- | ------------------ | ---------------------- | ------------------------------------------------ |
| Комуністична партія України |                                  |                       |                    |                        |                                                  |
| 18                          | Ковешникова Тетяна Михайлівна    | 04.11.2010            | вища               | позапартійна           | Набережнянський ясла садок «Орлятко», вихователь |
| Партія регіонів             |                                  |                       |                    |                        |                                                  |
| 1                           | Сливченко Олександр Григорович   | 04.11.2010            | середня            | член Партії регіонів   | агрофірма «Августівка», столяр                   |
| 2                           | Таран Олена Георгіївна           | 04.11.2010            | вища               | позапартійна           | августівська сільська рада, секретар             |
| 3                           | Колісніченко Петро Валерійович   | 04.11.2010            | вища               | член Партії регіонів   | Августівська сільська рада, юрист                |
| 5                           | Назаренко Оксана Миколаївна      | 04.11.2010            | вища               | позапартійна           | Августівська сільська рада, землевпорядник       |
| 6                           | Топащенко Анатолій Олександрович | 04.11.2010            | вища               | член Партії регіонів   | агрофірма «Августівка», інженер                  |
| 8                           | Бербер Микола Степанович         | 04.11.2010            | середня            | член Партії регіонів   | санаторій « Куяльнік», робітник                  |
| 10                          | Жовнір Надія Василівна           | 04.11.2010            | середня            | позапартійна           | санаторій «Куяльнік», молодша медсестра          |
| 11                          | Шльонський Петро Іванович        | 04.11.2010            | вища               | член Партії регіонів   | Августівська загальноосвітня школа, вчитель      |
| 12                          | Дукаценко Володимир Анатолійович | 04.11.2010            | середня спеціальна | член Партії регіонів   | приватний підприємець                            |
| 16                          | Савеліч Тетяна Іллівна           | 04.11.2010            | середня спеціальна | член Партії регіонів   | Августівська сільська рада, головний бухгалтер   |
| 19                          | Турлевська Наталія Михайлівна    | 04.11.2010            | середня            | член Партії регіонів   | пенсіонер                                        |
| Самовисування               |                                  |                       |                    |                        |                                                  |
| 4                           | Сініцина Олена Володимирівна     | 04.11.2010            | вища               | член Партії регіонів   | НПС с. Августівка, оператор                      |
| 7                           | Голубенко Дмитро Сергійович      | 04.11.2010            | середня спеціальна | позапартійний          | тимчасово не працює                              |
| 9                           | Мостовій Михайло Андрійович      | 04.11.2010            | вища               | член Партії регіонів   | пенсіонер                                        |
| 13                          | Заворотнюк Сергій Миколайович    | 08.11.2010            | середня            | позапартійний          | приватний підприємець                            |
| 14                          | Чимбер Валентина Ігнатіївна      | 04.11.2010            | вища               | позапартійна           | приватний підприємець                            |
| 15                          | Дубина Олег Андрійович           | 04.11.2010            | середня            | позапартійний          | ІДПС ДАІ м. Одеса, інспектор                     |
| 17                          | Айрапетян Сейран Коляєвич        | 04.11.2010            | вища               | позапартійний          | КП «Набережний», директор                        |
| 20                          | Холудиєва Марина Володимирівна   | 04.11.2010            | середня            | позапартійна           | домогосподарка                                   |